# JOYNT POPS
『JOYNT POPS』（ジョイント・ポップス）は、2024年10月9日から2025年3月25日までNHK BSプレミアム4KおよびNHK BSで毎月2回（放送日時は不規則）放送されていた音楽番組。

## 概要
「楽しんで（ENJOY）つながる（JOINT）」をコンセプトに、ファンとアーティストが一緒に創り上げる音楽番組。番組HPの投票システムによって集められたファンの声を反映する。
収録はNHKホールにて毎月1回、放送2回分をまとめて行われる。

## 出演者

### MC
- 藤本美貴

### MCゲスト
藤本のほか、番組を一緒に盛り上げるMCゲストが毎回登場する。

## コーナー

### JOYNTアーティスト
毎回1組または2組を「JOYNTアーティスト」として迎え、視聴者と一緒に作る企画に挑戦する。内容は番組が用意した数曲の中から、視聴者投票で上位に選ばれた曲を披露。また、視聴者の質問や応援メッセージに答えたりゲームに挑戦する企画もある。

### 教えてミキティ
出演者から選抜されたメンバーが藤本に悩みごとを相談するコーナー。本番前に通路で事前収録。

## 放送リスト
太字は「JOYNT アーティスト」。出演者リストは五十音順で表示。
| 回 | 放送日時                   | 放送日時                   | 出演アーティスト                                                                 | MCゲスト   | 収録日         |
| 回 | BSP4K                      | BS                         | 出演アーティスト                                                                 | MCゲスト   | 収録日         |
| -- | -------------------------- | -------------------------- | -------------------------------------------------------------------------------- | ---------- | -------------- |
| #1 | 2024年 10月9日 17:40-18:30 | 2024年 10月12日 23:30-0:20 | アイドルマスター シャイニーカラーズ IS:SUE クレナズム KOMOREBI THE RAMPAGE GENIC | 古坂大魔王 | 2024年 9月9日  |
| #2 | 10月16日 17:40-18:30       | 10月19日 23:30-0:20        | OWV OCHA NORMA でんぱ組.inc Neil パンダドラゴン                                  | 古坂大魔王 | 2024年 9月9日  |
| #3 | 12月7日 23:30-0:19         | 11月16日 0:00-0:49         | Aile The Shota DXTEEN FANCYLABO MAZZEL WONK                                      | 井森美幸   | 10月21日       |
| #4 | 12月8日 0:19-1:08          | 11月30日 0:00-0:49         | Emoh Les 小倉唯 超ときめき♡宣伝部 BALLISTIK BOYZ FRUITS ZIPPER                   | 井森美幸   | 10月21日       |
| #5 | 12月22日 23:20-0:09        | 12月19日 17:30-18:19       | 蒼井翔太 ハク。 モーニング娘。'24 REIKO WILD BLUE                                | 柳沢慎吾   | 11月18日       |
| #6 | 12月27日 23:15-0:04        | 12月26日 17:30-18:19       | OCTPATH GOOD BYE APRIL XinU SWEET STEADY 僕が見たかった青空                      | 柳沢慎吾   | 11月18日       |
| #7 | 2025年 3月18日 22:00-22:49 | 2025年 3月14日 18:00-18:49 | edhiii boi きゅるりんってしてみて コレサワ Balming Tiger M!LK                    | マユリカ   | 2025年 2月17日 |
| #8 | 3月25日 22:00-22:49        | 3月25日 0:15-01:04         | Aile The Shota WOLF HOWL HARMONY SKE48 SKY-HI MYERA ロージークロニクル           | マユリカ   | 2025年 2月17日 |